# Welcome to Video
A Welcome to Video egy gyermekpornográfiát terjesztő videómegosztó hálózat volt, amely 2015-ben indult, és 2018-ban zárták be a hatóságok. A csúcspontján mintegy 1,3 millió tagja és 4000 fizetős tagja volt; legalább 200 ezer videót tartalmazott, amiket összesen több mint egymilliószor töltöttek le. A fizetésre használt kriptovaluta tranzakciók egy részének visszafejtésével 38 országból 337 embert tartóztattak le gyermekpornográfia birtoklásának vádjával, és két tucat gyermeket mentettek meg.
Vélhetően ennek a nyomozásnak a révén bukott le Kaleta Gábor akkori perui és bolíviai magyar nagykövet is, akinek a számítógépén közel húszezer gyermekpornográfiát ábrázoló fényképet találtak.